# Shūr Degesh
Shūr Degesh (persiska: شور دِگِش) är en ort i Iran.   Den ligger i provinsen Golestan, i den norra delen av landet, 400 km nordost om huvudstaden Teheran. Shūr Degesh ligger 49 meter över havet och antalet invånare är 395.
Terrängen runt Shūr Degesh är platt. Runt Shūr Degesh är det ganska tätbefolkat, med 65 invånare per kvadratkilometer. Närmaste större samhälle är Dāshlī Borūn, 3,4 km nordväst om Shūr Degesh. Omgivningarna runt Shūr Degesh är i huvudsak ett öppet busklandskap.